# Museo Delso
El museo Delso está situado en el municipio de Alfaz del Pi (Alicante) España. Inaugurado en 1978, contiene una colección de escultura y pintura contemporánea.
El museo, situado en una parcela, cuenta con tres pabellones y exposición al aire libre, donde se exponen las obras del pintor-escultor-ceramista Pedro Agustín Delso Rupérez, creador del "triangulismo".